# Camptostemon schultzii
Camptostemon schultzii är en malvaväxtart som beskrevs av Maxwell Tylden Masters. Camptostemon schultzii ingår i släktet Camptostemon och familjen malvaväxter. Inga underarter finns listade i Catalogue of Life.